# Almuadem
Almuadem, almoadém, almuédão ou muezim é, no Islão, o encarregado de anunciar em voz alta, do alto das almádenas (ou minaretes), o momento das cinco preces diárias.
O chamamento consiste em proferir a frase Allah hu Akbar (Alá é grande), seguida da chahada, a "profissão de fé" islâmica através da qual se atesta que "não há outro Deus para além de Alá e Muhammad é o seu profeta". Esse chamamento (adã) é entoado de forma melodiosa, sendo necessário que as palavras sejam bem pronunciadas.
O primeiro almuadem foi Bilal, um escravo da Abissínia libertado por Maomé, que fazia o chamamento a partir do telhado da casa do profeta em Medina. Tradicionalmente procurou-se que o almuadem fosse um cego para assim se evitar a tendência para espreitar as mulheres nos seus pátios.
O almuadem não é uma pessoa sagrada, mas um servidor da mesquita. A sua função pode ser exercida por qualquer pessoa. Hoje em dia, o almuadem é muitas vezes substituído por altofalantes que reproduzem uma gravação ou por anúncios transmitidos pelas estações de rádio.

## Citação
"Das almádenas de seiscentas mesquitas não soa uma única voz de almuadem, e os sinos das igrejas moçárabes guardam também silêncio. As ruas, as praças, os azoques ou mercados estão desertos. Somente o murmúrio das novecentas fontes ou banhos públicos, destinados às abluções dos crentes, ajuda o zumbido noturno da sumptuosa rival de Bagdá." 

## Outra definição como Muezim
Designa-se por Muezim: religioso islâmico que do alto dos minaretes das mesquitas clama os fiéis para a oração cinco vezes ao dia.
Todas as orações devem ser voltadas para Meca e realizadas seguindo um ritual.
As mesquitas possuem, geralmente, uma torre ou minarete, cuja altura superior às casas que a rodeiam tem a função prática de fazer chegar mais facilmente aos fiéis a voz do muezim que os chama para as cinco orações diárias. Às vezes, numa ou outra oportunidade, os minaretes assumiram também uma função simbólico-política, como a de afirmação da superioridade do islã sobre as outras religiões.
Com o avanço da técnica, ultimamente, estão sendo usados alto-falantes, ainda mais quando a mesquita se encontra no meio de bairros não muçulmanos e os muezins aproveitam desse instrumento para alongar suas orações. Essas inovações são contrárias à tradição muçulmana ou suna e os países islâmicos mais rigorosos condenam a prática. No Egito, o uso dos alto-falantes está limitado a dois minutos e proibido na primeira oração do dia.